# Dansk Estland
Estland var en dansk besiddelse gennem middelalderen og tidlig moderne tid. Mellem 1206 og 1645 herskede Danmark over forskellige dele af det nuværende Estland.
Det danske herredømme i Estland falder i to perioder:
1. Hertugdømmet Estland (1206-1346),
2. Øsel som dansk provins (1560-1645)

## Hertugdømmet Estland 1206-1346
Danmark rejste sig som en stormagt, både militært og handelsmæssigt, i 1100-tallet. For at eliminere de estiske og livlandske pirater, der plyndrede den danske Østersøhandel, iværksatte henholdsvis kongerne Valdemar den Store og Knud VI angreb i 1170, 1194 og i 1197. I 1206 iværksatte kong Valdemar Sejr og ærkebiskop Anders Sunesen et plyndringstogt mod øen Øsel (estisk: Saaremaa). Øboerne var tvunget til overgivelse, og der blev bygget en borg; dog kunne man ikke finde nogen frivillige til at bebo borgen. Borgen blev brændt ned, og danskerne forlod øen, dog med et krav på Estland, som paven anerkendte.
I 1208 deltog danske korsfarere angiveligt i et togt mod borgen Fellin på grænsen mellem de livlandske og estiske områder. Det var angiveligt ved denne lejlighed, at Dannebrog faldt ned fra himlen. Den danske deltagelse må ses i lyset af, at den danske ærkebisp Anders Sunesen efter togtet til Øsel i stedet for at vende tilbage til Danmark, med sit følge rejste til Riga, hvor han opildnede de forsamlede kannikker ved domkirken til at fuldende kristningen af de omkringboende livere.
I de følgende år foregik utallige hærtog dels fra korsfarernes side mod esterne, dels fra esternes side mod Livland. I 1218 allierede esterne sig med russerne i Novgorod og angreb atter Livland. På samme tid var biskop Albert af Riga gerådet i uenighed med Sværdbroderordenen og hans stilling trængt. I sin nød rettede han sommeren 1218 på et rigsmøde i Slesvig bøn til Valdemar Sejr om at komme ham til hjælp. Valdemar sejr var lydhør over for et angreb på Estland allerede den følgende sommer.
I 1219 samlede kong Valdemar en flåde på flere hundrede skibe imod esterne med ærkebiskoppen, biskopper og en hær under ledelse af fyrst Wizlav fra den erobrede ø Rügen. Hæren blev landsat ved Tallinn, og efter svære trængsler vandt korsfarerne her en afgørende sejr over esterne. For at befæste sin stilling blev fæstningen i Reval bygget færdig, og kirken gik i gang med sit missionsarbejde blandt esterne.
Sværdbrødreordenen og Danmark havde aftalt at dele Estland, men havde uoverensstemmelser om den egentlige grænse. I 1220 overlod Danmark de sydlige estiske provinser Sakala og Ugandi til ordenen, da provinserne allerede var besatte. Biskop Albert overgav til Danmark provinserne Harria, Virland og Järva i det vestlige Estland. 1227 erobrede livlandske riddere hele det danske Estland, men ifølge Stensby-aftalen tilbageleverede de Harria og Virland i 1238, mens Järva blev overgivet til sværdbrødrene, der i 1237 var blevet en del af Den Tyske Orden.
Under danske herredømme udviklede Estland sig til et feudalt middelaldersamfund. Løselige sammenslutninger afløstes af faste administrative organisationer, der oprettedes hansastæder med stadsret, kirkevæsenet blev organiseret og kirker i stort tal opført og så videre. Det danske styre i Estland var dog forholdsvist tilbageholdende sammenlignet med hvad der på samme tid skete i områder under Den Liviske Orden i den sydlige del af Estland, i Livland og i Kurland.
I 1346 solgte Valdemar Atterdag Hertugdømmet Estland til Den Tyske Orden og afsluttede dermed et par hundrede års dansk overherredømme.

## Øsel som dansk provins 1560-1645
I 1560 købte kong Frederik II af Danmark Bispedømmet Øsel-Wiek, fra den sidste fyrstbiskop, Johan von Munchhausen. Besiddelserne blev givet som en apanage til kongens yngre bror, hertug Magnus af Øsel. Danmark overdrog Wiek til Polen for til gengæld at overtage livlandske besiddelser på Øsel. I 1645 blev Øsel svensk ved Brømsebrofreden.